# Penleinsmühle
Penleinsmühle ist ein Wohnplatz der Gemeinde Illesheim im Landkreis Neustadt an der Aisch-Bad Windsheim (Mittelfranken, Bayern). Penleinsmühle liegt in der Gemarkung Westheim.

## Geographie
Die Einöde liegt am Erlenbach (im Unterlauf Linkenbach genannt), einem rechten Zufluss der Aisch. 0,75 km westlich des Ortes liegt der Riedbuck, 1 km östlich liegt das Bannholz. Eine Gemeindeverbindungsstraße führt an der Wasenmühle vorbei nach Ickelheim (1,1 km nordöstlich) bzw. nach Sontheim zur Kreisstraße NEA 39 (0,6 km südlich).

## Geschichte
Erstmals erwähnt wurde die Mühle in einer Urkunde des Jahres 1356, in der Hermann Bayern zu Sunthaim dem Kloster Heilsbronn jährlich einen Teilertrag seiner Mühle zusicherte. Im Jahr 1416 gehörte dem Kloster die Mühle selbst. Im Jahr 1585 wurde die Mühle als „Beheleinsmühl“ namentlich erwähnt.
Im Rahmen des Gemeindeedikts wurde Penleinsmühle dem 1811 gebildeten Steuerdistrikt Westheim und der 1817 gebildeten Ruralgemeinde Westheim zugeordnet. Nach 1888 wurde die Mühle zum Gemeindeteil Sontheim gerechnet. Am 1. Juli 1975 wurde der Ort im Zuge der Gebietsreform in Bayern nach Illesheim eingegliedert.

## Einwohnerentwicklung
| Jahr      | 001818 | 001836 | 001840 | 001861 | 001871 | 001885 |
| Einwohner | 6      | 7      | 7      | 8      | 11     | 8      |
| Häuser    | 1      | 1      | 1      |        |        | 1      |
| Quelle    | [ 6 ]  | [ 7 ]  | [ 8 ]  | [ 9 ]  | [ 10 ] | [ 11 ] |

## Religion
Der Ort ist seit der Reformation evangelisch-lutherisch geprägt und bis heute nach St. Gumbertus (Westheim) gepfarrt. Die Katholiken sind nach St. Bonifaz (Bad Windsheim) gepfarrt.

## Weblink
- Penleinsmühle in der Ortsdatenbank von bavarikon, abgerufen am 19. August 2021.